# Jintan (köpinghuvudort i Kina, Jiangxi Sheng, lat 27,27, long 115,12)
Jintan är en köpinghuvudort i Kina. Den ligger i provinsen Jiangxi, i den sydöstra delen av landet, omkring 170 kilometer sydväst om provinshuvudstaden Nanchang. Antalet invånare är 32 380. Befolkningen består av 15 433 kvinnor och 16 947 män. Barn under 15 år utgör 19,0 %, vuxna 15-64 år 72 %, och äldre över 65 år 7,0 %.
Runt Jintan är det ganska tätbefolkat, med 166 invånare per kvadratkilometer. Närmaste större samhälle är Jizhou, 18,6 km sydväst om Jintan. Trakten runt Jintan består till största delen av jordbruksmark.
Genomsnittlig årsnederbörd är 2 089 millimeter. Den regnigaste månaden är juni, med i genomsnitt 356 mm nederbörd, och den torraste är oktober, med 23 mm nederbörd.